# Castello di Montesarchio

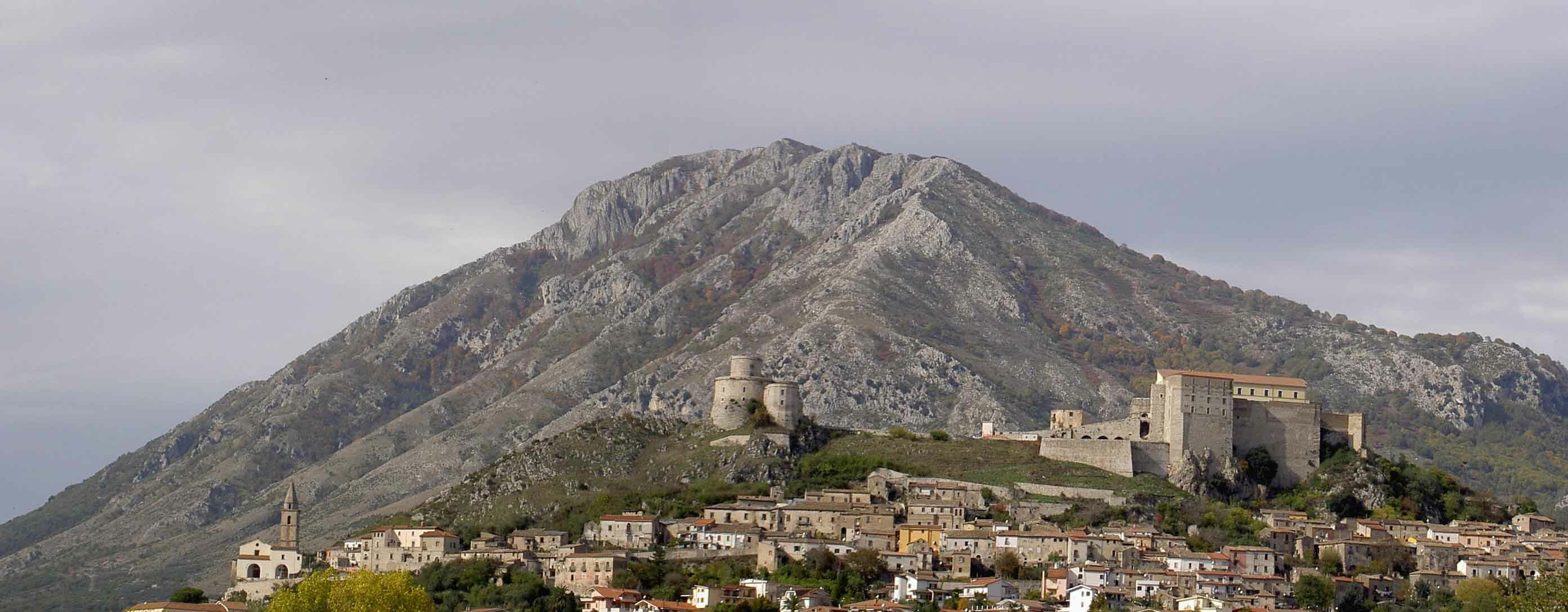
Un'altra veduta della collina di Montesarchio con il castello

 Il castello di Montesarchio è una struttura storica che domina la valle Caudina, sulla cui estremità orientale è situata. L'architettura è ubicata su un'altura che domina l'omonima cittadina.
Edificato per fini militari e di ordine pubblico (nelle sue segrete furono imprigionati numerosi dissidenti politici), oggi il castello è visitabile e ospita il museo archeologico nazionale del Sannio Caudino. 
L'evidenza storica dell'utilizzo della struttura come carcere deriva dal rinvenimento di aree adibite a cortili per i reclusi ed esplicite iscrizioni, sui muri, ad opera dei patrioti rinchiusi nelle celle.
Il castello, del quale sono tuttora evidenti gli incassi del ponte levatoio e il fossato di protezione, ha subito numerose modifiche nel corso dei secoli, dall'VIII in poi, periodo nel quale si fa risalire la prima edificazione.

## Galleria d'immagini

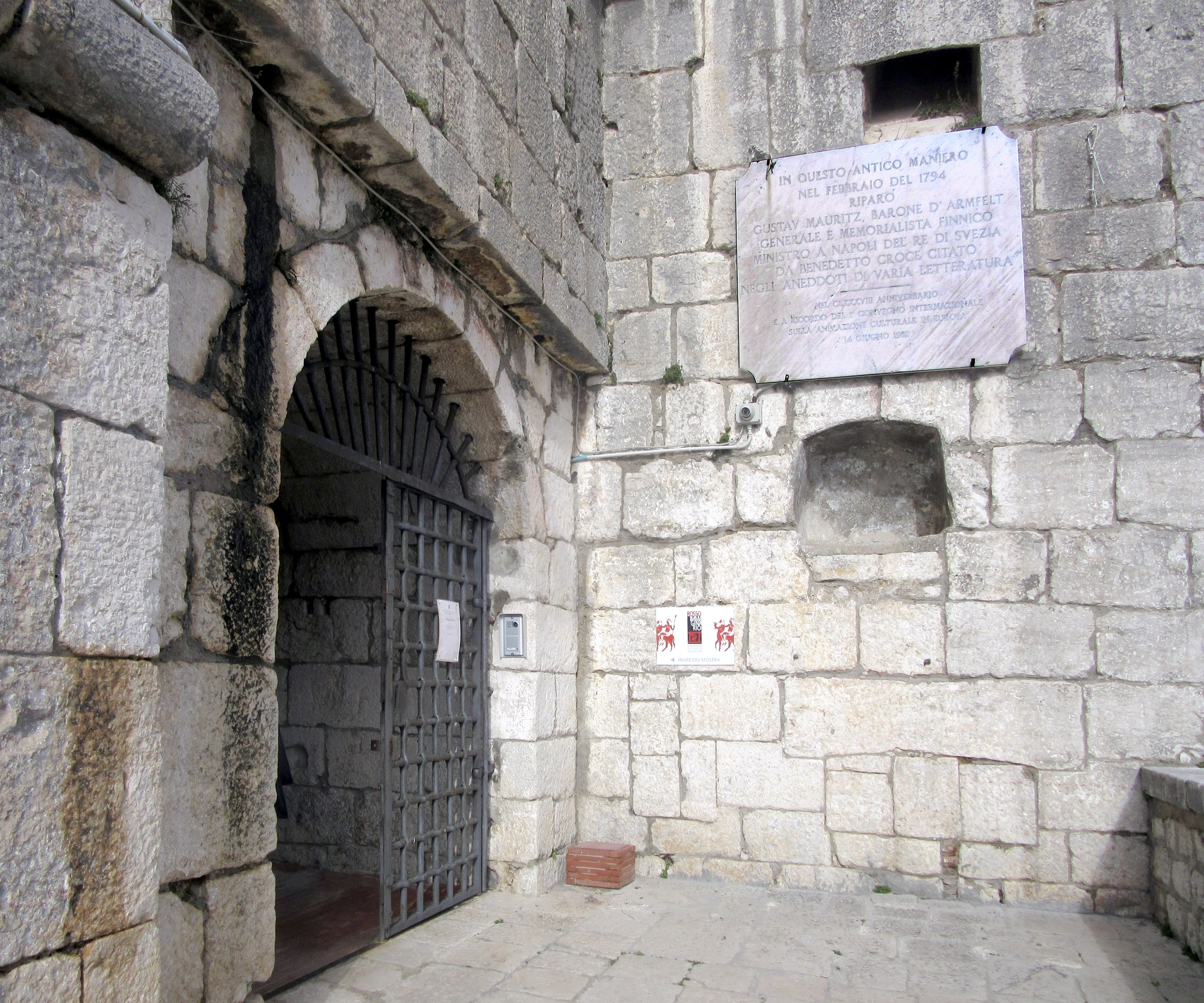
Ingresso al Castello, con lapide che ricorda il passaggio di Gustaf Mauritz Armfelt nel 1792
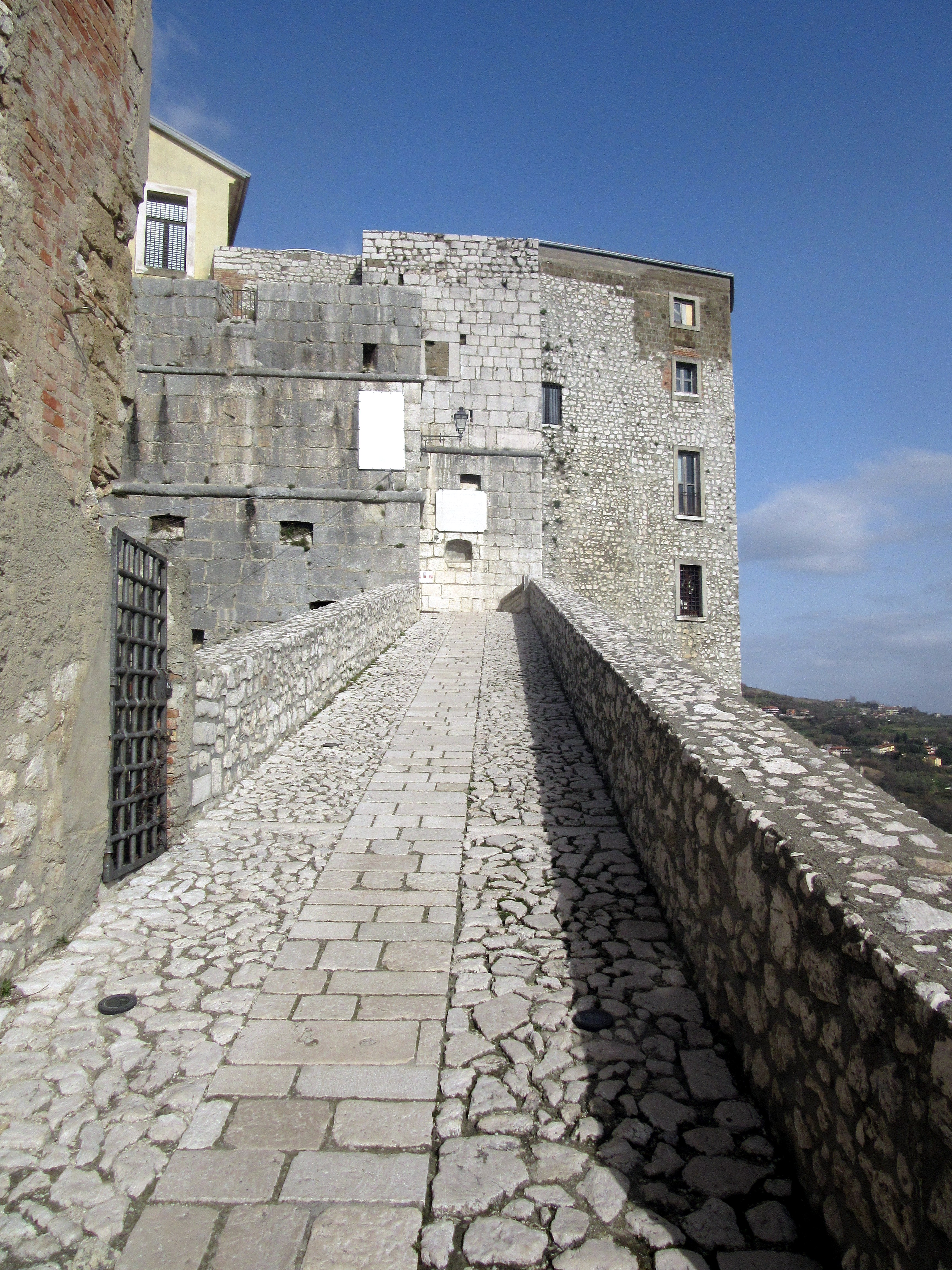
Passerella di ingresso al Castello (a salire)
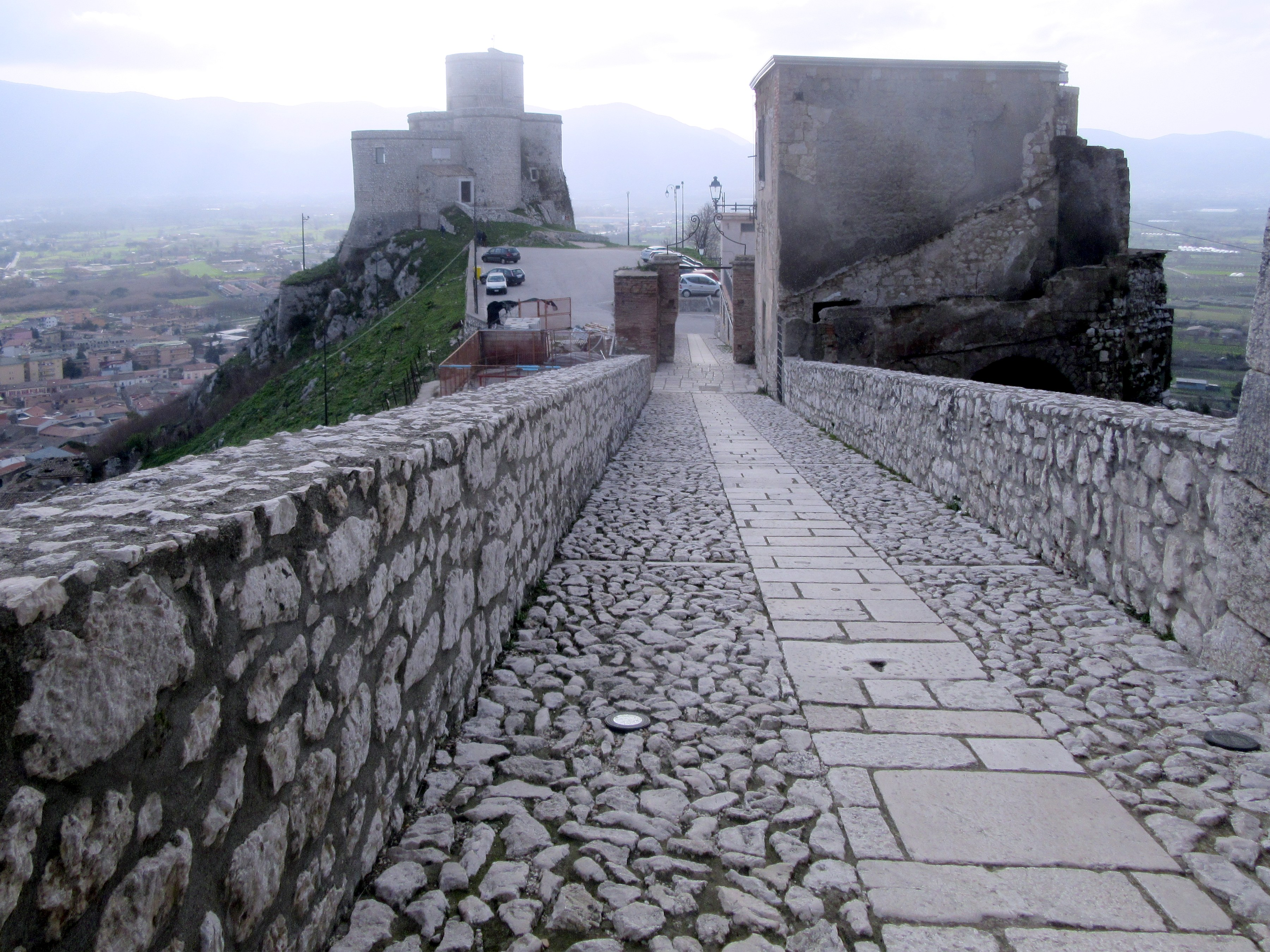
Passerella di ingresso al Castello (a scendere)
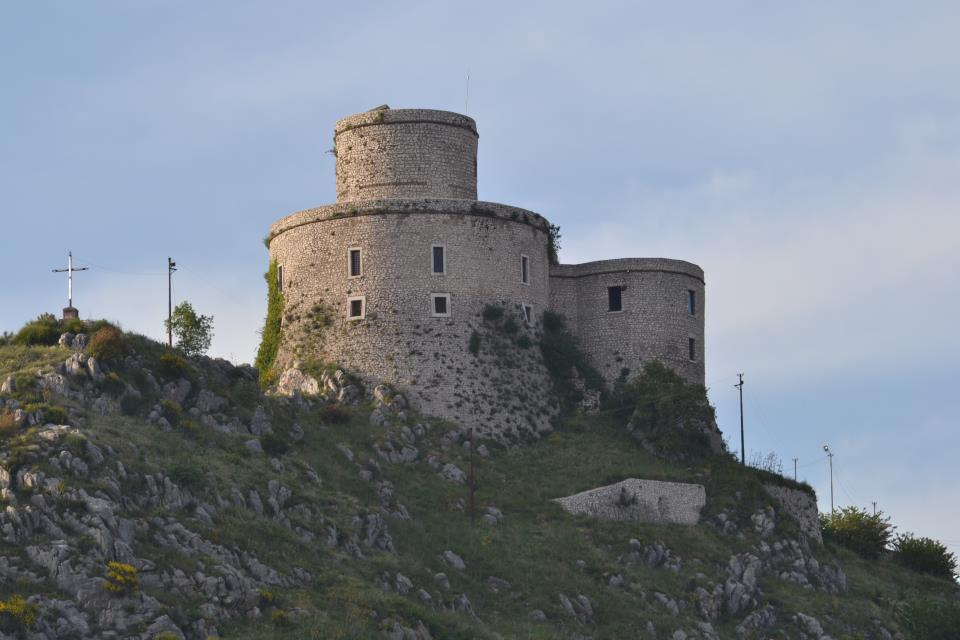
La torre